# Bleptina olearos
Bleptina olearos är en fjärilsart som beskrevs av Paul Dognin 1914. Bleptina olearos ingår i släktet Bleptina och familjen nattflyn. Inga underarter finns listade i Catalogue of Life.